# Monumento Conmemorativo Johnston
El Monumento Conmemorativo Johnston es un edificio histórico en Wallace, Nebraska . Fue construido en 1921 en honor a John R. Johnston, el fundador de la empresa de correduría Johnston (una empresa de fabricación de vidrio para ventanas con sede en Pittsburgh, Pensilvania) quien vacacionaba en Wallace.  El edificio fue diseñado con una combinación "placentera" de los estilos de la Escuela de la Pradera y el Craftsman por el célebre arquitecto Francis W. Fitzpatrick . Ha sido incluido en el Registro Nacional de Lugares Históricos desde el 20 de marzo de 1986. 